# Campionato mondiale maschile di pallacanestro 1982
La IX edizione del Campionato Mondiale Maschile di Pallacanestro FIBA è stata disputata in Colombia dal 15 al 28 agosto 1982.

## Qualificate
|  | Campione in Carica |
|  | Paese Ospitante    |

| America (6) | Europa (4)       | FIBA Asia (1) | Africa (1)     | Oceania (1) |
| ----------- | ---------------- | ------------- | -------------- | ----------- |
| Stati Uniti | Jugoslavia       | Cina          | Costa d'Avorio | Australia   |
| Panama      | Unione Sovietica |               |                |             |
| Colombia    | Spagna           |               |                |             |
| Uruguay     | Cecoslovacchia   |               |                |             |
| Canada      |                  |               |                |             |
| Brasile     |                  |               |                |             |

## Stadi
| Gruppo A                   | Gruppo B               | Gruppo C                    | Qualificazioni         | Finali            |
| Bogotà                     | Medellín               | Bucaramanga                 | Cúcuta                 | Cali              |
| -------------------------- | ---------------------- | --------------------------- | ---------------------- | ----------------- |
| Coliseo Cubierto El Campín | Coliseo Ivan de Bedout | Coliseo Vicente Díaz Romero | Coliseo Toto Hernández | Coliseo El Pueblo |
| Capacity: 10,000           | Capacity: 10,000       | Capacity: 5,000             | Capacity: 6,000        | Capacity: 18,000  |
|                            |                        |                             |                        |                   |

## Finali
| Finale 3º/4º posto |        |           |  |
| Jugoslavia         | Spagna | 119 - 117 |  |

| Finale           |             |         |
| Unione Sovietica | Stati Uniti | 95 - 94 |

## Classifica finale
| Campione del Mondo | Campione del Mondo | Campione del Mondo |
| --- | ------------------ | --- |
| Unione Sovietica4 Erëmin, 5 Enden, 6 Tarakanov, 7 Sabonis, 8 Lopatov, 9 Deriugini, 10 Valters, 11 Tkačenko, 12 Myškin, 13 Jovaisa, 14 Belostennyj, 15 Chomičius, All. Aleksandr Gomel'skij |                    | |
| Argento | Stati Uniti        | Stati Uniti4 Carr, 5 Turner, 6 Jones, 7 Kitchel, 8 Kleine, 9 Pinone, 10 Reynolds, 11 Rivers, 12 Sundvold, 13 Thomas, 14 West, 15 Wiggins, All. Bob Weltlich                        |
| Bronzo | Jugoslavia         | Jugoslavia4 A. Petrović, 5 Kićanović, 6 Radović, 7 Žižić, 8 Jerkov, 9 Avdija, 10 Vilfan, 11 Knego, 12 Radovanović, 13 B. Petrović, 14 Dalipagić, 15 Delibašić, All. Ranko Žeravica |
| 4. | Spagna             | Spagna4 Brabender, 5 Costa, 6 Sibilio, 7 Margall, 8 Jiménez, 9 Romay, 10 Martín, 11 Corbalán, 12 Solozábal, 13 de la Cruz, 14 López, 15 Epi, All. Antonio Díaz-Miguel              |
| 5. | Australia          | Australia4 Dalgleish, 5 M. Gaze, 6 Smyth, 7 Sengstock, 8 Scrigni, 9 Carroll, 10 Breheny, 11 Riddle, 12 Davies, 13 Keogh, 14 Dalton, 15 Borner, All. Lindsay Gaze                   |
| 6. | Canada             | Canada4 Kelsey, 5 Simms, 6 Pasquale, 7 Larson, 8 Kazanowski, 9 Triano, 10 Granger, 11 Rautins, 12 Wennington, 13 Meagher, 14 Wiltjer, 15 Crevier, All. Jack Donohue                |
| 7. | Colombia           | Colombia4 Mosquera, 5 Bacci, 6 Valencia, 7 Murillo, 8 Nieto, 9 Stephens, 10 Gómez, 11 Maldonado, 12 Álvarez, 13 Masquita, 14 López, 15 Manjarrez, All. Jim McGregor                |
| 8. | Brasile            | Brasile4 Nilo, 5 Cadum, 6 André, 7 Carioquinha, 8 Maury, 9 Marquinhos, 10 Gilson, 11 Marcel, 12 Adilson, 13 Marcelo, 14 Oscar, 15 Israel, All. Edvar Simões                        |
| 9. | Panama             | Panama4 Malcolm, 5 Chávez, 6 Grenald, 7 Rivas, 8 Brown, 9 Smith, 10 Gálvez, 11 Frazer, 12 Gill, 13 Pinillo, 14 Medrick, 15 Butler, All. Jim Baron                                  |
| 10. | Cecoslovacchia     | Cecoslovacchia4 Skála, 5 Žuffa, 6 Havlík, 7 Rajniak, 8 Kropilák, 9 Böhm, 10 Kos, 11 Ptáček, 12 Klimeš, 13 Žáček, 14 Petr, 15 Hraška, All. Pavel Petera                             |
| 11. | Uruguay            | Uruguay4 Tito, 5 Larrosa, 6 Pierri, 7 Núñez, 8 Ruiz, 9 Perdomo, 10 Peinado, 11 Pagani, 12 Jauri, 13 Haller, 14 Viola, 15 Frattini, All. Ramón Etchamendi                           |
| 12. | Cina               | Cina4 Han, 5 Lu, 6 Huang, 7 Feng, 8 Kuang, 9 Li Q., 10 Li Y., 11 Sun, 12 Wang L., 13 Xu, 14 Ji, 15 Wang Z., All. Qian Chenghai                                                     |
| 13. | Costa d'Avorio     | Costa d'Avorio4 Maïga, 5 Bilé, 6 Bah, 7 Bogui, 8 Koré, 9 Elloh, 10 Diop, 11 Dié, 12 Kamara, 13 Bonébo, 14 Gobey, 15 Djadji, All. Vladislav Lučić                                   |